# Guarigioni a Genesaret
L'episodio delle guarigioni a Genesaret uno dei miracoli attribuiti a Gesù raccontato dal Vangelo secondo Matteo e dal Vangelo secondo Marco. L’episodio avviene dopo la camminata di Gesù sull'acqua.
Secondo il racconto dei vangeli, compiuta la traversata del Lago di Tiberiade, la barca con Gesù e i suoi discepoli approdò a Genesaret. La gente del luogo, riconosciuto Gesù, diffuse la notizia in tutta la regione; gli portarono tutti i malati e lo pregavano di poter toccare almeno l'orlo del suo mantello. E quanti lo toccavano guarivano.